# アンドロメダ座イプシロン星
アンドロメダ座ε星（ε Andromedae、ε And）は、アンドロメダ座の恒星である。視等級は4.4で、肉眼でもみることができる。年周視差に基づいて推定した太陽からの距離は、約164光年である。

## 特徴
視線速度は-84km/sで、比較的高速で太陽へ接近している。銀河系内での運動は楕円軌道とされ、そのため太陽や他の近くの恒星に対し、相対運動が速くなっているとみられる。
アンドロメダ座ε星は、進化の進んだG型巨星で、スペクトル型は修正MK分類でG7 III Fe-3 CH 1となっている。このうち、スペクトルの特異性を表す表示は、鉄が大きく欠乏し、メチリジンラジカル（CH）が過剰であることを意味している。
アンドロメダ座ε星は、レッドクランプ星であると考えられ、核ではヘリウムの核融合が生じている。質量は太陽よりやや大きいくらいだが、半径は太陽の9倍程度まで膨張している。光度は太陽の50倍前後で、有効温度は5,000K程度と推定される。

## 名称
中国語では、「足」を意味する星官の奎宿（拼音: Kuí Sù）を、アンドロメダ座η星、うお座65番星、アンドロメダ座ζ星、アンドロメダ座δ星、アンドロメダ座π星、アンドロメダ座ν星、アンドロメダ座μ星、アンドロメダ座β星、うお座σ星、うお座τ星、うお座91番星、うお座υ星、うお座φ星、うお座χ星、うお座ψ1星と共に形成する。アンドロメダ座ε星自身は、奎宿四（拼音: Kuí Sù sì）つまり奎宿の4番星と呼ばれる。